# تاريخ الأعلام العربية

علم الثورة العربية التي إشتقت من ألوانه معظم أعلام الدول العربية

قام السير سايكس في رسم اعلام الدول العربية بعد التقسيم الحدودي والزماني وتنضوي أعلام الدول العربية تحت أربعة أنماط رئيسية، اثنان منها مبكران والآخران أحدث عهدا. بعض أعلام الدول العربية تقع خارج نطاق هذه التصنيفات، لكن حتى هذه تشترك في ملامح أساسية.
التصنيفان المبكران يضمان أعلام الهلال والنجمة والأعلام المبنية على العلم الأحمر الذي ميز الدول العربية الواقعة على الخليج العربي. التصنيفان اللاحقان مبنيان على علم الثورة العربية الذي يرجع إلى فترة الحرب العالمية الأولى الذي رفعه الشريف حسين.

## الهلال والنجمة
يعكس الهلال والنجمة أثر كيانين تاريخيين: الإسلام والعثمانيون، ومع أن الهلال والنجمة يرجعان بعيدا في التاريخ إلى ما قبل الإسلام إلا أنهما أصبحا مرتبطين به ارتباطا وثيقا حتى أننا نجدهما في أعلام دول لم تكن أي من أقاليمها واقعة تحت سيطرة العثمانيين أبدا، وذلك كرمز لثقافتها وتراثها الإسلامي. من هذه الدول: باكستان، موريتانيا، ماليزيا وأعلام بعض ولاياتها، بروني، جزر المالديف، وجزر القمر.
تاريخيا كان الهلال مرتبطا بالقسطنطينية حتى على زمن فيليب المقدوني. بينما غالبا ما ترمز النجمة إلى الزهرة التي كثيرا ما تشاهد بالقرب من القمر. لاحقا أصبح الهلال والنجمة رمزا للإمبراطورية العثمانية التي ورثت مدينة القسطنطينية وأقامت فيها إسطنبول، عاصمتها.

علم الخديوية المصرية

علم المملكة المصرية

كان العلم العثماني يرفع في مصر حتى إعلان الحماية البريطانية عليها ما بين عامي 1914 و1922؛ فبعد ذلك التاريخ استبدل به علم الخديوي ذي الأهلة البيضاء الثلاث مع كل واحد نجمة خماسية بيضاء كلها على خلفية حمراء، ليأتي بعده علم المملكة المصرية 1922إلى 1953 بهلال أبيض داخله ثلاث نجوم خماسية بيضاء على خلفية خضراء كاملة، وفي 1958 استبدل به علم الجمهورية العربية المتحدة.

علم إمارة برقة

عندما استقلت ليبيا عام 1950 اختارت علما من فئة الهلال والنجمة، فعلى الخلفية السوداء ذات الهلال والنجمة البيضاوين التي شكلت علم برقة، أضيف نطاق أحمر علوي يرمز إلى فزان وو نطاق أخضر سفلي يرمز لطرابلس، لكن بعد انتهاء حكم الملك ادريس السونسي عام 1969 تغير العلم في عهدالجمهورية العربية الليبية، هذا الأخير استبدل هو الآخر بالعلم الأخضر المصمت في 1977 عند خروج ليبيا من اتحاد الجمهوريات العربية الذي كانت دخلت فيه مع سورية ومصر وبعد قيام ثورة 17 فبراير التي اطاحت بنظام معمر القذافي أعيد العمل بعلم الاستقلال ذي الهلال والنجمة .
الاتحاد العربي الجنوبي الذي ولد من محمية عدن البريطانية عام 1967 اتخذ أيضا علما ذا هلال ونجمة بيضاوان على خلفية سوداء به شرائط مستعرضة خضراء وزرقاء فاتحة تتخللها شرائط صفراء أرفع. لكن الاتحاد سرعان ما حلت محله جمهورية اليمن الديمقراطية الشعبية في اليمن الجنوبي التي اتخذت علما على نسق علم الجمهورية العربية.

العلم الجزائري

لا يظهر الهلال والنجمة حاليا في الأعلام العربية سوى في علم تونس والجزائر وأم القيوين وموريتانيا وليبيا وفي علم جامعة الدول العربية.

## العلم الأحمر
حتى القرن التاسع عشر، ظلت أعلام الإمارات العربية الواقعة على الخليج العربي كلها مساحة حمراء مصمتة، وهو ما صعَّب تمييز من يرفعها، حيث كان بحارة هذه البقاع يجوبون أصقاعا تبعد بقدر زنجبار وجزر الهند الغربية ويرفعون أعلامهم المتماثلة فيها، مما حدا معظم الإمارات إلى تعديل أعلامها ليُمكن تمييز أحدها عن الآخر. فكتبت الكويت اسمها على العلم الأحمر بخط أبيض؛ وأضافت عجمان ودبي شريطا قائما أبيض إلى ناحية السارية؛ وأضافت أبوظبي رقعة بيضاء مستطيلة إلى أعلى العلم من ناحية السارية؛ وأضافت رأس الخيمة والشارقة إطارا أبيض حول المحيط الخارجي لرقعة العلم؛ ووضعت أم القوين عمودا قائما أبيض إلى ناحية السارية وأضافت نجمة خماسية بيضاء يحوطها هلال أبيض على المساحة الحمراء للعلم. وحدهما الفجيرة وسلطنة مسقط وعمان أبقت على الأعلام الحمراء المصمتة.
| الإمارة | الكويت | أبوظبي | دبي | الشارقة | عجمان | رأس الخيمة | أم القيوين | الفجيرة | البحرين | قطر |
| ------- | ------ | ------ | --- | ------- | ----- | ---------- | ---------- | ------- | ------- | --- |
| العلم   |        |        |     |         |       |            |            |         |         |     |

جعلت كل من البحرين وقطر قائم علميهما أبيضا ذا حرف مسنن من ناحية الرقعة الحمراء. لم يكن للتسنين معنى معينا بل كان تصميما زخرفيا محضا وأحيانا لم يكن ليظهر. يتميز علم قطر بأن لونه تحول من الأحمر إلى القرمزي في وقت لاحق.

علم إمارة جبل شمر 1834-1921

أدى اتخاذ الكويت ودولة الإمارات العربية المتحدة أعلاما جديدة إلى نقل أعلامهما إلى فئة أعلام الثورة العربية. كما تبَّنت عمان أيضا علما جديدا، محتفظة باللون الأحمر العتيق لكنها أضافت معالم تتميز بالخصوصية المحلية مما أخرجه أيضا من هذه الفئة التي لم يبق فيها إلا أعلام البحرين وقطر والإمارات المتحدة.
وفي إمارة جبل شمر أثناء حكم عائلة آل رشيد (1834-1921) كان علم الإمارة بخلفية حمراء وفي زاويته العليا إلى اليمين: الهلال وفي وسطه نجمة ثمانية الرؤوس.

## علم الثورة العربية

### دورالمنتدى الأدبيوجمعية العربية الفتاة
كان بعض المنتمين إلى المنتدى الأدبي العربي الذي تأسس في الأستانة قد صمموا سنة 1909 راية تمثل القومية العربية تتألف من أربعة ألوان: الأبيض والأسود والأخضر والأحمر، استلهاما لبيت صفي الدين الحلي:
وكانت الراية تألف من ثلاثة نطاقات أفقية متساوية اعرض، الأعلى أسود والأوسط أخضر والأدنى أبيض، يحفّهم من كل ناحية مثلث أحمر رأسه إلى مركز الراية في الشريط الأوسط الأخضر، ونقشوا بيت الشعر على الراية.
في آذار من العام 1914 وفي مركز جمعية العربية الفتاة في مكاتب جريدة المفيد في بيروت أثناء اجتماع الجمعية اتخذ قرار اعتماد الراية السابقة الذكر كعلم للجمعية، بمبرر تطابق تلك الألوان مع ألوان رايات الدول العربية\الإسلامية التاريخية؛ الأسود للدولة العباسية والأبيض للأموية والأخضر للخلافة الراشدة (و كذلك للفاطميين).
قبل قيام الثورة العربية الكبرى، سنة عام 1915، كان الشريف عبد الله ابن الشريف حسين في دمشق حيث انضم إلى الجمعية، ثم نقل العلم معه إلى الحجاز حيث أعتُمد كعلم للثورة بعد حذف بيت الشعر والمثلث البعيد عن السارية. وقد نُشر القرار في جريدة القبلة في مكة يوم 9 شعبان 1335 ھ الذي يوافق الذكرى السنوية الأولى لقيام الثورة.

علم الثورة العربية: أول علم عربي حديث (علم الدولة العربية الموحدة)

إبان الحرب العالمية الأولى قاد الشريف حسين، شريف مكة، ثورة ضد العثمانيين في الحجاز تحت راية عرفت فيما بعد باسم علم الثورة العربية. كان هذا العلم عبار عن مثلث أحمر قاعدته إلى القائم ناحية السارية، خلفيته ثلاث نطاقات أفقية متساوية من الأسود تحته الأخضر تحته الأبيض. استوحيت ألوان النطاقات من الدول الإسلامية الثلاث: الأسود للعباسية والأبيض للأموية والأخضر للفاطمية بينما رمز الأحمر للثورة ضد العثمانيين الأتراك.
كان الشريف حسين يحلم بأن ترتفع أعلام مستوحاة من رايته في الدول المستقلة في الهلال الخصيب، إلا أن عصبة الأمم أحبطت حلمه عندما أعلنت الانتداب البريطاني والفرنسي على تلك الأقاليم. تمكن فيصل بن حسين من رفع العلم في سورية لفترة وجيزة عام 1920 حتى أخرج الفرنسيون فيصل الذي أصبح ملكا على العراق حيث اتخذ عام 1921 علما قريبا من علم الشريف حسين. كان علم المملكة العراقية يتألف من مثلث ناقص أحمر اللون، قاعدته إلى السارية، عليه نجمتان سباعيتان بيضاوان، بينما تغير ترتيب النطاقات الأفقية المتساوية إلى الأسود تحته الأبيض تحته الأخضر.
بقي علم العراق هكذا حتى قيام الجمهورية عام 1958 حين استبدل بعلم يتكون من نطاقات رأسية متساوية ثلاثة؛ خضراء تليها بيضاء تليها سوداء ناحية السارية، وفي مركز المساحة البيضاء نجمة حمراء ثمانية عليها دائرة صفراء تمثل الشمس يحيطها ويميزها عن النجمة الحمراء إطار أبيض رفيع. كانت الشمس والنجمة ترمزان لاتحاد العرب والكرد في العراق. في 1963 استبدلت ثورة أخرى هذا العلم بعلم آخر على طراز علم الجمهورية العربية.
حكم الأردن ابن آخر من أبناء الشريف حسين هو عبد الله واتخذ علما على طراز علم الثورة العربية، مبقيا على المثلث الأحمر ومضيفا إلى مركزه نجمة سباعية بيضاء ومبدِّلا ترتيب النطاقات الأفقية إلى الأسود تحته الأبيض تحته الأخضر، مماثلا لترتيب ألوان العلم العراقي في ذلك الوقت. ما زال هذا هو علم المملكة الأردنية الهاشمية حتى اليوم.
كذلك اتخذ الفلسطينيون علما مشابها العلم باستثناء غياب النجمة البيضاء.
بانتهاء الحماية البريطانية على الكويت عام 1961 اتخذت الكويت علما جديدا على نسق علم الثورة العربية؛ يتألف من مثلث ناقص أسود اللون قاعدته إلى السارية، فوق ثلاث نطاقات أفقية متساوية؛ خضراء فوق بيضاء فوق حمراء.
يندرج تحت هذا التصنيف كذلك العلم الذي اتخذته دولة الإمارات العربية المتحدة عند اتحادها عام 1971، الذي يتألف من نطاق أحمر رأسي ناحية السارية، تجاوره نطاقات أفقية متساوية ثلاث ألوانها الأخضر تحته الأبيض تحته الأسود.

## علم التحرير

علم التحرير الذي ظهر في مصر بعد ثورة 23 يوليو 1952، والذي اتخذته بعض الدول علما لها فيما بعد.

لم يُستبدل علم مصر الأخضر ذي الهلال والنجمات الثلاث فور قيام الجمهورية فيها، بل ظل يُرفع حتى 1958 إلى جوار علم آخر جديد هو علم الجمهورية العربية. كان هذا العلم يتألف من ثلاث نطاقات أفقية متساوية من الأحمر فوق الأبيض فوق الأسود، وفي مركز النطاق الأبيض نسر صلاح الدين ذهبيا، وعلى صدر النسر درع عليه الهلال والنجمات الثلاث.
كانت علم سوريا إبان الانتداب الفرنسي تنويعة على العلم العربي الشريف حسين الذي رفع في البداية في دمشق يتألف من نطاقات أفقية متساوية ثلاث من الأخضر تحته الأبيض تحته الأسود، وفي مركز الأبيض تتجاور أفقيا ثلاث نجمات خماسية حمراء. في 1958 اتحدت سورية ومصر في الجمهورية العربية المتحدة وأصبح علم الدولة الجديدة هو الثلاثي الأحمر فالأبيض فالأسود وتتمركز في الأبيض نجمتان خماسيتان خضراوان بدلا من النسر، ترمزان للإقليمين، سورية ومصر، كما أعاد لونهما الأخضر اللون الرابع من ألوان العلم العربي. في 1963 اتخذت كل من سورية والعراق علما مماثلا وأضافتا نجمة ثالثة إلى النجمتين، لترمز النجمات الثلاث الخضر إلى اتحاد الدول العربية وتكاتفها، بينما أبقت مصر على العلم ذي النجمتين حتى عام 1972 عندما دخلت مع سورية وليبيا في اتحاد الجمهوريات العربية، واتخذت كل دولة منها تنويعة على العلم الأحمر والأبيض والأسود مستبدلين النجمات بصقر عُرِف باسم صقر قريش.
اتخذت الجمهورية العربية اليمنية تنويعة على علم الجمهورية العربية بعد الثورة التي قامت ضد الإمام عام 1962 واضعة نجمة واحدة خماسية خضراء في مركز الأبيض ترمز إلى الوحدة والاستقلال. قبل ذلك كان علم اليمن أحمر عليه كتابة بيضاء استبدلته عام 1927 بعلم أحمر عليه سيف وخمس نجمات كلها بيضاء. رمزت النجمات إلى أقاليم اليمن، وربما أيضا إلى أركان الإسلام الخمس.

علم السودان 1956 إلى 1970

عندما استقلت السودان عام 1956 اتخذت علما غير باقي أعلام الدول العربية وأقرب إلى الأعلام الإفريقية، يتألف من ثلاث نطاقات أفقية متساوية، ألوانها الأزرق تحته الأصفر تحته الأخضر، فسرت بأنها ترمز إلى النيل والصحراء التي تحده وخصوبة الأرض التي يرويها النيل. إلا أن حكومة جديدة جاءت عام 1969 فأعلنت عن مسابقة لتصميم علم جديد يعبر بشكل أكبر عن روح الوحدة العربية وكان التصميم الفائز يتألف من مثلث أخضر قاعدته إلى السارية فوق خلفية من الألوان الثلاثة الأحمر والأبيض والأسود، وبهذا عاد العلم إلى طائفة أعلام الوحدة العربية ولكن أضيف إليه رمز للعنصر الأفريقي في الشعب السوداني ممثلا في النطاق الأسود، وتمثل المكون الإسلامي والخصوبة في اللون الأخضر. رفع هذا العلم ابتداء من عام 1970.

علم الجمهورية اليمنية

عندما قامت في عام 1967 الجمهورية اليمنية الشعبية الديموقراطية، حالّة محل الاتحاد العربي الجنوبي، اتخذت علما فيه مثلث أزرق فاتح قاعدته إلى السارية وفي مركزه نجمة حمراء، وفي الخلفية ثلاثية النطاقات الأحمر والأبيض والأسود، وهو أيضا يندرج تحت تصنيف علم الجمهورية العربية. عندما توحد اليمن الشمالي مع اليمن الجنوبي عام 1990، اتخذت الدولة الجديدة علما ثلاثي الألوان الأحمر والأبيض والأسود لكن هذه المرة دون أي علامات أخرى.
الأعلام الأربعة العربية الباقية لا تندرج تحت أي من هذه التصنيفات، وهي أعلام السعودية والمغرب وعمان ولبنان.
كان علم المغرب منذ 1666 راية حمراء، وفي عام 1915 أضيفت نجمة مفرغة خطوطها خضراء لتمييزه.
يجمع علم الجزائر عناصر من كلا علمي الهلال والنجمة والعلم العربي. ففي بداية الأربعينات مع اشتداد حركة التحرر الوطني والاهتمام بالعودة إلى الثقافة العربية ورموزها كان علم الجزائر يتألف من نطاقين رأسيين متساويين في المساحة، أخضر وأبيض، وهما من ألوان العلم العربي، يتوسطهما هلال بداخله نجمة حمراوان.
علم السعودية هو العلم العربي الوحيد حاليا الذي تشكل الكتابة فيه عنصرا رئيسا. وهو راية خضراء كُتبت عليها شهادة الإسلام بالأبيض، تحتها سيف أبيض أفقي بنفس طول الكتابة.
قبل ذلك شكلت الكتابة عنصرا في بعض الأعلام العربية مثل علم اليمن حتى 1927 والعلم الذي رفعه جيش المهدي أثناء مقاومته البريطانيين في السودان عام 1885.

علم سلطنة عمان

يتميز علما كل من عُمان ولبنان بأنهما العلمان الوحيدان اللذان يحملان شعارات قومية خاصة.
كان علم عمان أحمر مصمتا، حتى 1970 عندما أصدر السلطان مرسوما باستبداله، فتألف العلم الجديد من نطاق رأسي أحمر مجاور للسارية يمتد منه نطاق أفقي من نفس اللون عرضه مساو لنطاقين يجاورانه؛ من الأعلى أبيض ومن الأسفل أخضر. في الزاوية العليا الحمراء رسم أبيض للخنجر العماني التقليدي
أثناء الانتداب الفرنسي رفع لبنان علما مماثلا للعلم الفرنسي ثلاثي الألوان تتمركز في بياضه شجرة أرز خضراء. لكن عند قرب الاستقلال، اتخذ في 1943 العلم الحالي، ويتألف من الأرزة الخضراء في مركز نطاق أبيض أفقي عريض، يحده من الأعلى والأسفل نطاقان حمراوان أقل عرضا.
تتخذ قوميات الدروز والكرد في البلدان العربية أعلاما مميزة، كما اتخذت ثورات ودول أعلنت استقلالها لفترات وجيزة في أقاليم الوطن العربي أعلاما لم تبق طويلا.
علم الأحواز

علم الثوار الأحوازيين

اعتمد سنة 1973 (منذ 50 سنة). ويعتبر هذا العلم رمز للثورة العربية بالاحواز واقتبس الوان العلم من ألوان الوحدة العربية ويرفعة الثوار العرب المناطق العربية كما رفع في ثورة البشرى وترفع أمام السفارات الإيرانية ويحمل بداخله دائرة خضراء مفرغة تمثل العمق العربي والنجمة تمثل الاحواز العربي.(اقليم الأحواز)